# Coraline (canción)
«Coraline» es una canción interpretada por la banda italiana Måneskin, incluida en su segundo álbum de estudio, Teatro d'ira: Vol. I (2021). Fue compuesta por los cuatro integrantes de la agrupación, Damiano David, Ethan Torchio, Thomas Raggi y Victoria De Angelis, mientras que su producción también quedó a su cargo con apoyo de Fabrizio Ferraguzzo. 
A pesar de no haber sido lanzada como sencillo, la canción ingresó a los listados semanales de éxitos en varios países tras la victoria de Måneskin en el Festival de la Canción de Eurovisión 2021; entró al top 5 en Grecia, Finlandia y Lituania.

## Composición
La canción fue compuesta por los cuatro integrantes de la banda, Damiano David, Ethan Torchio, Thomas Raggi y Victoria De Angelis, que además se encargaron de producirla con apoyo de Fabrizio Ferraguzzo. «Coraline» es una power ballad de rock que, según David, no tiene relación con la novela Coraline (2002) escrita por Neil Gaiman, sino que está inspirada en una historia real: «La vida de esta frágil chica está marchita, un caballero andante no la puede salvar, y la historia termina mal, sin un final feliz. Tiene un final mucho más oscuro que la mayoría de las historias. "Coraline" está pensada para tocar el corazón de las personas y la letra es lo más hermoso que hemos hecho». Para Torchio, la canción «tiene un inicio, un desarrollo y un final». Raggi comentó que la idea de la canción fue concebida en Londres (Reino Unido), cuando David y él comenzaron a escribir una historia oscura de la nada.

## Rendimiento comercial
«Coraline» debutó en la posición número 13 del listado semanal de éxitos de Italia durante la semana de lanzamiento de Teatro d'ira: Vol. I (2021). Posteriormente recibió el disco de platino por parte de la Federación de la Industria Musical Italiana (FIMI) tras exceder las 70 mil unidades vendidas en el país.
Tras la victoria de Måneskin en el Festival de la Canción de Eurovisión 2021, «Coraline» ingresó al listado semanal de las canciones más descargadas en Grecia en la posición número 5, que fue la tercera más alta alcanzada por la banda. También ingresó al conteo semanal de éxitos de Finlandia en la posición número 5, mientras que en Lituania alcanzó el puesto número 3 y en Letonia el número 26.

## Posicionamiento en listas

### Semanales
| Austria      | Ö3 Austria Top 40     | 65 |
| España       | Top 50 Canciones      | 91 |
| Finlandia    | Finnish Singles Chart | 5  |
| Grecia       | Digital Singles Chart | 5  |
| Irlanda      | Irish Singles Chart   | 96 |
| Italia       | Top Singoli           | 13 |
| Letonia      | Latvijas Top 40       | 26 |
| Lituania     | AGATA TOP 100 Chart   | 3  |
| Países Bajos | Single Top 100        | 63 |
| Portugal     | AFP Top 100           | 52 |
| Suiza        | Swiss Singles Chart   | 91 |

### Certificaciones
| País   | Organismo certificador | Certificación | Ventas certificadas | Ref.  |
| ------ | ---------------------- | ------------- | ------------------- | ----- |
| Italia | FIMI                   | Platino       | 70 000              | [ 5 ] |